# Anne-France Brunet
Pour les articles homonymes, voir Brunet.
Anne-France Brunet, née le 12 juin 1962 à Saint-Maur-des-Fossés, est une femme politique française.
Membre de La République en marche, elle est élue députée lors des élections législatives de 2017 dans la troisième circonscription de la Loire-Atlantique.

## Biographie

### Formation et parcours professionnel
Née le 12 juin 1962 à Saint-Maur-des-Fossés, Anne-France Brunet a obtenu une maîtrise de mathématiques purs en 1989 à l'université Paul-Sabatier de Toulouse[réf. nécessaire] puis un diplôme d’ingénieur en Informatique du Conservatoire national des arts et métiers en 2010[réf. nécessaire].
D'abord responsable de projet informatique chez la Macif, le Crédit agricole puis ERDF, Anne-France Brunet devient gérante de sa propre entreprise dans le conseil en informatique à partir de 2010,.

## Députée de laXVelégislature
En avril 2016, elle adhère à En marche. Anne-France Brunet rejoint plusieurs comités locaux à Nantes et participe activement à la Grande Marche puis à la campagne des présidentielles pour faire élire Emmanuel Macron. Pendant la campagne électorale elle a fondé son comité, « Nantes innovation » avant qu’il ne sommeille du fait de son investiture à la députation[réf. nécessaire].
Elle est investie par LREM dans la troisième circonscription de la Loire-Atlantique, sur laquelle était précédemment élu Jean-Marc Ayrault et détenue depuis 1988 par le Parti socialiste. Elle est préférée à Mathieu Annereau, ancien chef de file de la droite à Saint-Herblain exclu des Républicains, ainsi qu'à Fabienne Renaud, ex-conseillère régionale et ex-adjointe au maire PS de Saint-Herblain,. Elle est élue députée avec 56,26 % des voix au second tour face à la candidate La France insoumise Martine Gourdon. Mathieu Annereau est son suppléant.
À l'Assemblée, elle est d'abord membre de la commission de la Défense nationale et des Forces armées puis obtient son transfert à celle des Affaires économiques, en janvier 2018, pour peser davantage sur le thème de l'énergie, particulièrement prégnant dans sa circonscription. En juin 2018, elle est nommée au Conseil supérieur de l'énergie.
En septembre 2018, après la nomination de François de Rugy au gouvernement, elle soutient la candidature de Barbara Pompili à la présidence de l'Assemblée nationale.
Elle se porte candidate à l'investiture de LREM pour les élections municipales de 2020 à Saint-Herblain.
Elle est de nouveau investie par la majorité présidentielle pour les élections législatives de 2022.
Elle apparaît à la fin de la mandature comme l'une des députés les moins actives de l'Assemblée nationale.

## Controverses
À l'automne 2017, Le Point révèle qu'elle a engagé comme assistante parlementaire Emmanuelle Bouchaud, ancienne vice-présidente du conseil régional des Pays de la Loire et par ailleurs ex-compagne et ex-assistante parlementaire de François de Rugy, ce qui suscite une polémique.
En octobre 2018, Médiacités relève la rotation importante de ses collaborateurs parlementaires : une année après le début de son mandat, elle s'est séparée de cinq de ses assistants parlementaires, dont trois à la suite de burnout. Alors que ses anciens collaborateurs critiquent sa qualité managériale, elle évoque « un choc des cultures entre l’ancien et le nouveau monde ». Le HuffingtonPost publie plusieurs témoignages décrivant un climat de souffrance au travail qui pourrait s’apparenter à du harcèlement moral.
Une ancienne collaboratrice parlementaire dépose plainte le 3 mai 2022 contre Anne-France Brunet pour violences et harcèlement. Elle évoque des coups de téléphone « incessants », des jours de travail non payés ou encore des « humiliations en public », ainsi qu'une scène « de violences », avec écrasement de pied, le jour de la fin de son CDD.
Tentative de caviardage de sa page Wikipedia
Sous le pseudonyme « AFBrunet », son équipe tente d’effacer un paragraphe sur les mauvaises « qualités managériales » vis-à-vis de ses collaborateurs relatées par la presse, qualifié de « passage à charge ». Elle est épinglée dans l’article du Monde « Comment des députés trafiquent leur propre fiche Wikipédia » datant du 7 juin 2022.